# Wolfgang Wenke
Wolfgang Wenke (* 4. Februar 1939 in Breslau) ist ein ehemaliger deutscher Fußballspieler. In der DDR-Oberliga, der höchsten Spielklasse im DDR-Fußball, bestritt er von 1963 bis 1965 25 Spiele für die Betriebssportgemeinschaft (BSG) Motor Steinach.

## Sportliche Laufbahn
Nachdem der Armeesportklub (ASK) Vorwärts Cottbus nach der Saison 1959 in die zweitklassige DDR-Liga aufgestiegen war, absolvierte der 21-jährige Wolfgang Wenke für den ASK 1960 seine ersten 24 Zweitligaspiele und gehörte damit zum Spielerstamm der Cottbusser. Nachdem er im Oktober 1960 aus der Armee entlassen worden war, schloss sich Wenke der BSG Motor Steinach an, die in der drittklassigen II. DDR-Liga spielte. Mit ihr kehrte er nach der Saison 1961/62 (Wechsel zum Sommer-Frühjahr-Spielrhythmus) in die I. DDR-Liga zurück. Dort vollzog Motor Steinach in der Folgesaison 1962/63 einen Durchmarsch durch die Liga und stieg in die DDR-Oberliga auf. Wenke war an diesem Erfolg als rechter Verteidiger mit 25 Einsätzen von 26 Punktspielen maßgeblich beteiligt.
In seiner ersten Oberligaspielzeit bestritt Wenke bis zum 17. Spieltag alle Punktspiele, in denen er überwiegend wieder als Rechtsverteidiger aufgeboten wurde. Durch Verletzungen gehandicapt kam er anschließend nur noch zu drei weiteren Punktspieleinsätzen. Nachdem Motor Steinach den Klassenerhalt erreicht hatte, plante Trainer Heinz Leib im zweiten Oberligajahr mit Wenke als linken Abwehrspieler. Nach den ersten beiden Punktspielen auf dieser Position verletzte sich Wenke erneut so schwer, dass er in der Hinrunde der Saison 1964/65 nicht mehr eingesetzt werden konnte. In der Rückrunde spielte er nur noch dreimal in der Oberliga. Nach dieser Saison musste Steinach wieder in die DDR-Liga absteigen.
In der DDR-Liga spielte Wenke bis 1972 für Motor Steinach. 1965/66 konnte er nur die Hälfte der Punktspiele bestreiten, danach gehörte er in sechs weiteren Spielzeiten stets zur Stammelf. Nach der Saison 1971/72 beendete Wolfgang Wenke seine Laufbahn als Fußballspieler im Hochleistungsbereich. Er konnte auf 25 Oberligaspiele und 203 Zweitligaspiele zurückblicken.